# Ammanford
Ammanford (velšsky Rhydaman) je město v hrabství Carmarthenshire ve Walesu ve Spojeném království. Jeho partnerským městem je Breuillet ve Francii.
V roce 2001 zde žilo 5 299 obyvatel.